# Bostel
Il sito archeologico del Bostel si trova a Castelletto, frazione del comune di Rotzo ai margini occidentali dell'Altopiano dei Sette Comuni in provincia di Vicenza, a 850 metri di quota, affacciato sulle valli dell'Assa e dell'Astico. Consiste in un antico villaggio di montagna della seconda età del ferro (V- II/I secolo a.C.) rinvenuto alla fine del Settecento. Il parco archeologico è stato aperto al pubblico nel 1999.
Dal 2017 la Società NEA archeologia gestisce il sito archeologico ed il vicino Museo archeologico Sette Comuni grazie ad una progettualità di ampio respiro che integra rievocazione storica, archeologia sperimentale ed extended reality (AR e VR). Il pianoro del Bostel ospita eventi culturali.

## Storia
Nell'area già nel 1781 furono ritrovate testimonianze di un villaggio di montagna risalente alla seconda età del ferro (V-II/I secolo a.C.), abitato da popolazioni autoctone dell'Altopiano di stampo retico, di cui scrisse l'abate Agostino Dal Pozzo nelle sue memorie storiche pubblicate postume nel 1820.
Nel 1912 fu condotta la prima campagna di scavi archeologici decisi da Giovanni Pellegrini, della Reale soprintendenza ai musei e scavi archeologici del Veneto, e affidati ad Alfonso Alfonsi, "soprastante" del Museo di Este. Fu ritrovata in particolare la cosiddetta "sala del trono", un ambiente di 8 x 4 metri circa, identificato come il luogo del seggio dell'autorità politico-religiosa del villaggio. I reperti furono in un primo tempo conservati presso il Museo di Asiago, poi trasferiti al Museo nazionale atestino.
Gli scavi furono ripresi nell'autunno 1969 dall'archeologo Giovanni Battista Frescura, per conto della Soprintendenza alle antichità delle Venezie, che rinvenne un edificio residenziale seminterrato a pianta quadrangolare denominato "casetta A", abbandonato a causa di un incendio. Secondo lo storico vicentino Giovanni Mantese, che formula un'ipotesi per analogia con la località Castellare di Caltrano il sito potrebbe essere state distrutto durante un'azione bellica romana nel corso del II-I secolo a.C., che intendeva colpire le genti retiche che abitavano il luogo e, a differenza di quelle venete della pianura, si dimostravano ostili all'occupazione di Roma e scendevano a rapinare le popolazioni sottostanti.
Il parco archeologico ad oggi si configura come un open-air museum e fa parte della rete internazionale di EXARC. Le indagini archeologiche sono state condotte dal 1993 in poi e fino a pochi anni fa dal Dipartimento di archeologia dell'Università degli Studi di Padova sotto la guida del professor Armando De Guio, successivamente sono state portati avanti nell'ambito del progetto STEMPA (Scavo, telerilevamento, studio dei materiali e del paesaggio dell'Altopiano di Asiago) fino al pensionamento di Armando De Guio. I lavori sono proseguiti con la direzione scientifica di Luigi Magnini a opera dell'Università degli Studi di Sassari in collaborazione con Cinzia Bettineschi dell'Università di Augusta, in Germania. Dal 2022 le ricerche sono invece condotte dall'Università Ca' Foscari Venezia.

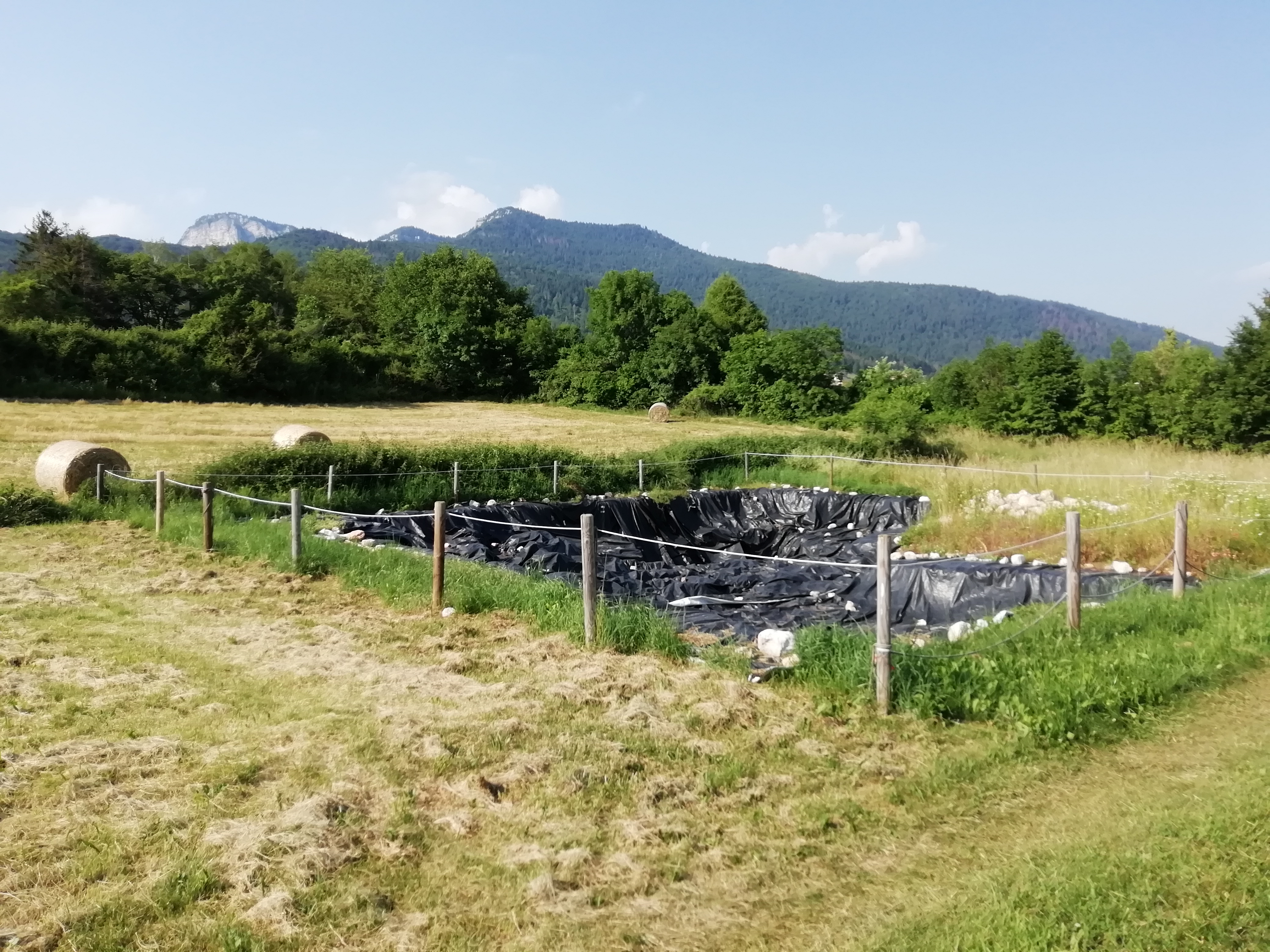
Scavi archeologici universitari
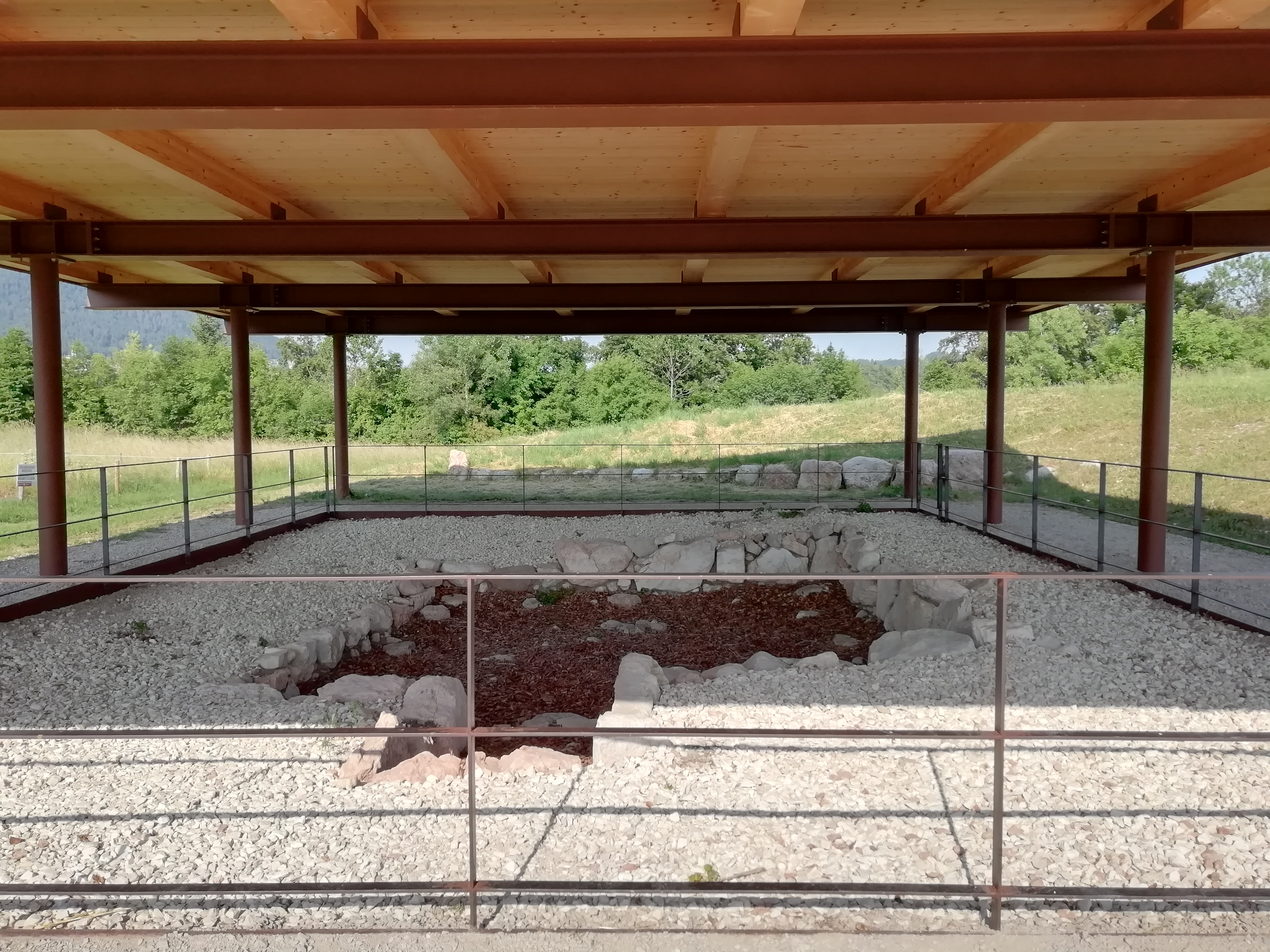
Scavi musealizzati (casetta A)
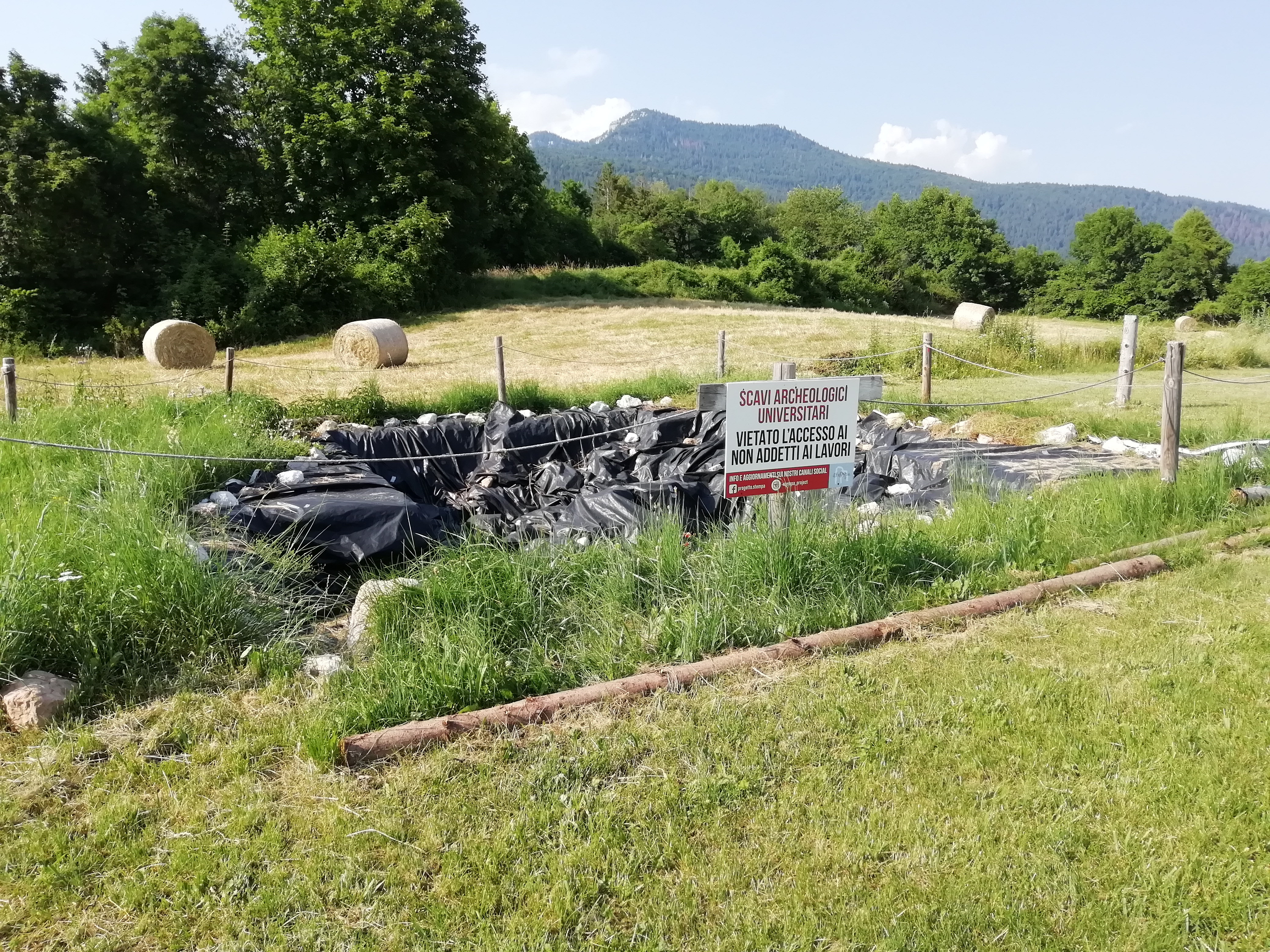
Scavi archeologici universitari
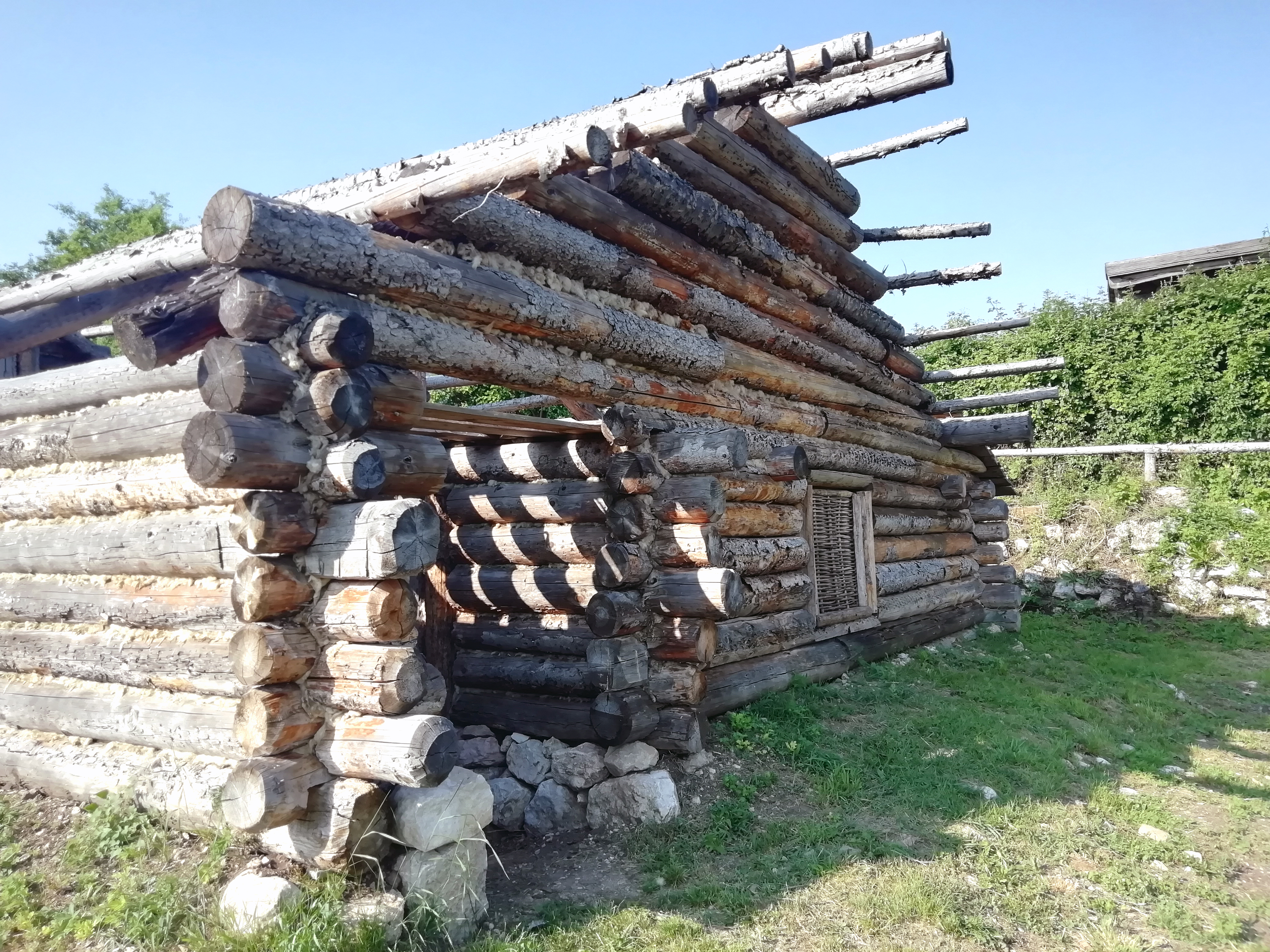
Ricostruzione in corso della cosiddetta casa del vasaio
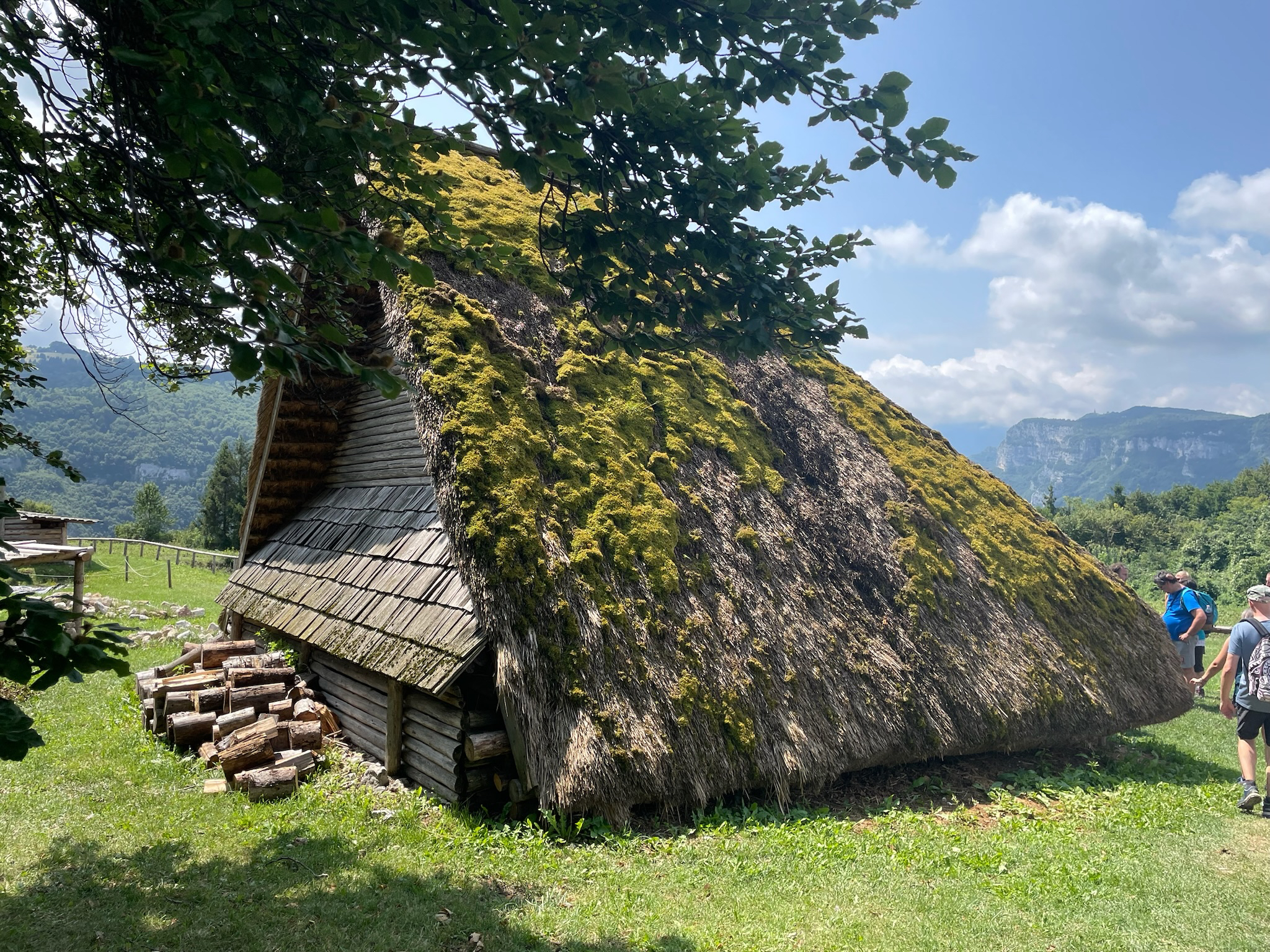
Ricostruzione archeosprimentale della casetta A
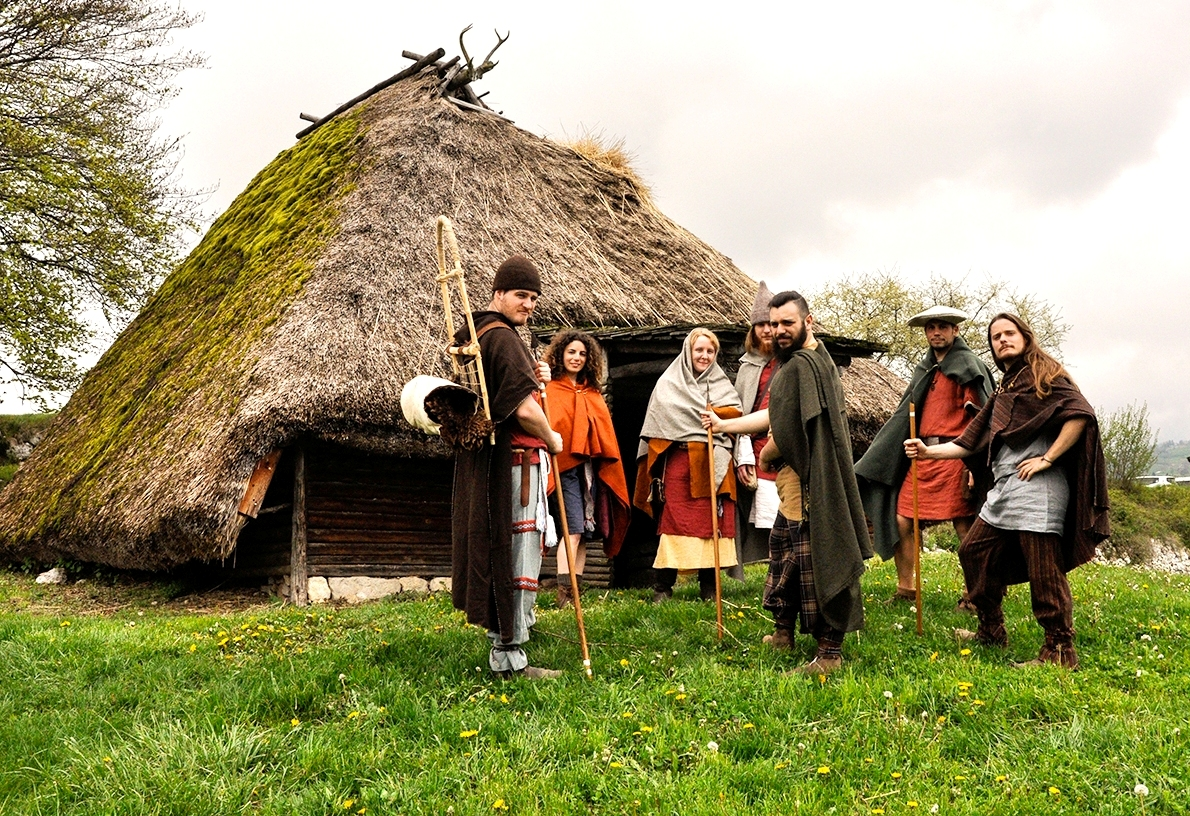
I Suliis as Torc, associazione di ricostruzione storica
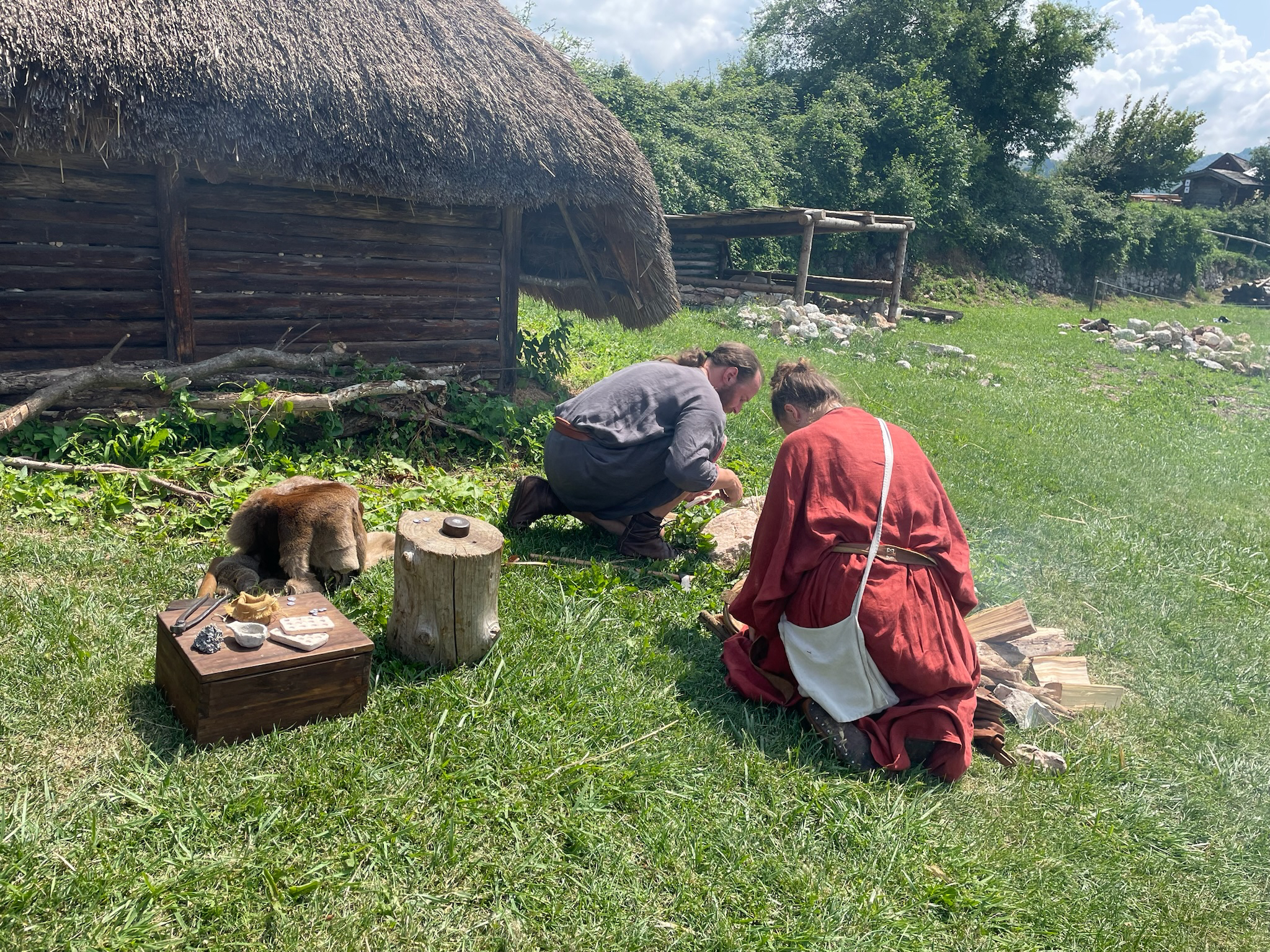
Archeologia sperimentale al Bostel